# Liste de musées de la pharmacie
 (avril 2020).
Cet article présente une liste de musées de la pharmacie ou incluant un volet pharmacie dans le monde.

## Afrique du Sud
- Durban – Old Court Museum
- Johannesburg – Alder Museum History of Medicine – The Pharmacy

## Allemagne
- Bad Münstereifel – Apotheken-Museum Bad Münstereifel
- Balingen – Museum für Waage und Gewicht
- Bönnigheim – Arzney-Küche
- Burg (Dithmarschen) – Burger Museumsapotheke
- Cottbus – Brandenburgisches Apothekenmuseum
- Dortmund – Apothekenmuseum in Ausbüttels Adler Apotheke
- Gardelegen – Stadtmuseum Gardelegen
- Giessen – Liebig-Museum
- Heidelberg – Deutsches Apotheken-Museum
- Hofgeismar – Apothekenmuseum
- Kiel – Medizin- und Pharmaziehistorische Sammlung
- Leipzig – Sächsisches Apothekenmuseum
- Munich – Deutsches Museum
- Munich – Apotheke im Klinikum Rechts der Isar
- Nuremberg – Germanisches Nationalmuseum
- Obernkirchen – Berg- und Stadtmuseum
- Plön – Museum des Kreises Plön
- Rhede – Medizin- und Apothekenmuseum
- Schiltach – Apothekenmuseum Schiltach
- Wismar – Schabbellhaus
- Wurtzbourg – Apotheke der Stiftung Juliusspital

## Argentine
- Buenos Aires – Museo de Farmacia Dra Rosa D’Alessio de Carnevale Bonino

## Australie
- Boulder – Boulder Pharmacy Museum
- Chiltern – Dow Pharmacy Museum
- Coolgardie – Coolgardie Pharmacy Museum
- Melbourne – Savory Moore Pharmacy Museum

## Autriche
- Leoben – Josefee Apotheke Leoben
- Vienne – Department für Pharmakognosie Wien – Die historischen Sammlungen

## Belgique
- Bruges – HospitaalMuseum
- Bruxelles – Musée pharmaceutique Albert Couvreur
- Bruxelles – Musée de la médecine
- Bruxelles – Musée de la pharmacognosie
- Lessines - Hôpital Notre-Dame à la Rose.

## Brésil
- Juiz de Fora – Museu de Farmacia Professor Lucas Marques de Amaral
- Ouro Preto – Museu da Farmacia
- Rio de Janeiro – Museo de Farmacia Antonio Lago
- Sao Paulo – Museu de Ciencias Farmaceuticas Paulo Quieroz Marques

## Canada
- Niagara-on-the-Lake – Ontario – Niagara Apothecary
- Québec – Monastère des Augustines de l’Hôtel Dieu de Québec
- Saskatchewan – Saskatchewan Pharmacy Museum Society
- Saint-Jean – Terre-Neuve – James J. O’Mara Pharmacy Museum
- Castor – Alberta – Castor Pharmacy Museum

## Chili
- Santiago - Museo de la historia de la Farmacia prof. César Leyton Caravagno

## Cuba
- La Havane – Museo de la Farmacia – Habanera

## Danemark
- Copenhague – Den Farmaceutiske Afdeling, Københavns Universiets Medicinsk-Historiske Museum
- Copenhague – Fonden til Bevarelse af Gammelt Dansk Apoteksinventar
- Aalborg – Apoteket i « Den Gamle By »
- Rudkobing – Det Gamle Apotek, Langelands Museum

## Espagne
- Barcelone – Museu Farmacia Catalana
- Gérone – Museo Farmacia del Hospital de Santa Caterina
- Madrid – Museo de la Farmacia Hispana
- Madrid – Museo de Farmacia Militar

## Estonie
- Tallinn – Raeapteek

## États-Unis
- Ada – OH – The Pierstorf Family Pharmacy Museum
- Alexandria – VA – The Stabler-Leadbetter Apothecary Museum
- Amarillo – TX – Pharmacy Museum
- Buffalo – NY – Pharmacy Museum and Apothecary
- Guthrie – OK – Oklahoma Frontier Drug Store Museum
- Indianapolis – IN – Hook’s Historic Drug Store and Pharmacy Museum
- Monroe – NY – Museum Village
- Morgantown – VA – Cook Hayman Pharmacy Museum
- New Orleans– LA – New Orleans Pharmacy Museum
- Oklahoma City – OK – Lemuel Dorrance Museum
- Philadelphie – PA – Kendig Memorial Museum
- Pittsburgh – PA – Elmer H Grimm Sr. Pharmacy Museum
- Puerto Rico – San Juan – Museum of Pharmacy and Medicinal Plants
- Sacramento – CA – The Don and June Salvatori California Pharmacy Museum
- Tucson – AZ – Pharmacy Museum
- Williamsburg – VA – Colonial Williamsburg

## Finlande
- Alajarvi – Alajarven apteekki
- Hauho – Hovinkartanon apteekkimuseo
- Helsinki – Apteekkimuseo
- Seinäjoki – Museoapteekki Seinajoella
- Tohmajarvi – Apteekkimuseo Nymanin talossa
- Turku – Apteekimuseo Turussa ja Quenselin talo

## France
- Baugé – Apothicairerie de l’hôtel-Dieu
- Belleville-sur-Saône – Apothicairerie de l’hôtel-Dieu
- Besançon – Apothicairerie de l’hôpital Saint-Jacques
- Bourg-en-Bresse – Apothicairerie de l'hôtel-Dieu de Bourg-en-Bresse
- Chagny – Apothicairerie de l'hôpital de Chagny
- Charlieu – Apothicairerie du musée de Charlieu
- Châtillon-sur-Chalaronne – Apothicairerie de Châtillon-sur-Chalaronne
- Cluny – Apothicairerie de l’hôtel-Dieu de Cluny
- Dijon - Apothicairerie de l'hôpital général de Dijon
- Lons-le-Saulnier – Apothicairerie de l’hôtel-Dieu
- Louhans – Apothicairerie de l’hôtel-Dieu
- Lyon – Musée Albert-Ciurana
- Lyon – Musée d’histoire de la médecine et de la pharmacie – Université Claude-Bernard
- Mâcon – Apothicairerie de l’hôtel-Dieu
- Montluel - Ancien hospice de Montluel et son apothicairerie
- Montpellier – Musée Albert-Ciurana
- Paris – Ordre national des pharmaciens – les collections de la pharmacie
- Paris – Musée de l'Assistance publique - Hôpitaux de Paris
- Pont-de-Veyle – Apothicairerie de l’hôpital Pont-de-Veyle
- Saint-Denis – Musée d’art et d’histoire – Apothicairerie du XVIIIe siècle
- Saint-Amour – Apothicairerie hospitalière de Saint-Amour
- Salins-les-Bains – Apothicairerie de Salins-les-Bains
- Thoissey – Apothicairerie de l’hôpital de Thoissey
- Tournus – Apothicairerie de l'hôtel-Dieu de Tournus
- Trévoux – Apothicairerie de Trévoux
- Troyes – Apothicairerie de l’hôtel-Dieu-le-Comte
- Saint-Germain-en-Laye – Apothicairerie royale

## Hongrie
- Budapest – Golden Eagle Pharmacy Museum
- Eger – Telekessy Pharmacy Museum
- Skékesfehérvar – The Fekete Sas Pharmacy Museum

## Italie
- Bressanone  – il Museo della Farmacia di Bressanone
- Faenza – Museo Internationale della Ceramiche
- Florence – The Museum of History of Science – The evolution of pharmacy
- Parme – Storica Spezeria di San Giovanni Evangelista
- Pavie – Farmacie storiche di Pavia
- Sansepolcro – Museo delle Erbe
- Villacidro – Cagliari – Il Farmamuseo di Villacidro

## Japon
- Gifu – The Naito Museum of Pharmaceutical Science and Industry

## Lettonie
- Riga – Farmacijas Muzejs

## Lituanie
- Kaunas – Musée de l'histoire de la médecine et de la pharmacie lithuanienne
- Viekšniai – Musée de l'histoire de la pharmacie à Vieskniai

## Norvège
- Oslo – Norsk Farmasihistorisk Museum
- Svelvik – Svelvik Museum

## Pologne
- Cracovie – Muzeum Farmacji
- Poznań – Museum of Pharmacy

## Portugal
- Lisbonne – Museu da Farmácia

## République Tchèque
- Kurks – Hradec Kralove : Tjekiska Farmaciamuseet et Czech Pharmaceutical Museum

## Roumanie
- Cluj – Muzeul national de istorie a transilvaniei – Colectia de Istorie a Famaciei
- Sibiu – Bruhenthal National Museum – The Museum of Pharmacy

## Royaume-Uni
- Bradford on Avon – Christopher Collection – Bradford on Avon Museum
- Dudley – Emilie Doo’s Chemist Shop
- Édimbourg – Victorian Pharmacy Museum
- Leeds – Thackray Museum
- Londres – Royal Pharmaceutical Society Museum
- Londres – Science Museum
- Norwich – The Bridewell Museum
- Pickering – Beck Ile Museum of Rural Life

## Slovaquie
- Bratislava – Pharmaceutic exhibition – City Museum

## Suède
- Borås – Medicinhistorika museet
- Goteborg – Medicinhistorika museet i Oterdalska huset
- Helsingborg – Industrimuseum Leo Nostalgicus
- Linkoping – Apotekmuseet is Gamla Linkoping
- Mariestad – Vadsbo Museum
- Mönsterås – Apotekmuseet
- Stockholm – Farmacihistorika Museet
- Stockholm – Skansen Apoteket Kronan
- Stockholm – Apoteket Korpen
- Uppsala – Apotekmuseet i Uppsala medicinhistorika museum

## Suisse
- Bâle – Musée de la pharmacie de Université de Bâle
- Genève – Musée de l’histoire de la pharmacie
- Lucerne – Alte Suidtersche Apotheke

## Ukraine
- Lviv – Antique Pharmacy Museum